# کوبلی
کوبلی (به لاتین: Cobly) یک منطقهٔ مسکونی در بنین است که در ناحیه آتاکورا واقع شده‌است. کوبلی ۸۲۵ کیلومتر مربع مساحت و ۶۷٬۶۰۳ نفر جمعیت دارد.